# The Desert Bridegroom
The Desert Bridegroom è un film muto del 1922 scritto e diretto da Roy Clements. Prodotto da Ben F. Wilson con la sua casa di produzione, il film - di genere western - aveva come interpreti Jack Hoxie, Evelyn Nelson, Olin Francis, Claude Payton.

## Trama
Alla ricerca del responsabile della morte della sorella, Jack Harkins, lo sceriffo di Stony Ridge, si mette sulle tracce di Red Saunders che si trova a Cactus Center, dove ha messo gli occhi su Matilda Ann Carter, una giovane e ricca ereditiera. Spaventato dall'arrivo di Harkins, Saunders si nasconde mentre gli altri abitanti del paese se la prendono con Harkins. Ann lo conduce a Saunders al quale lo sceriffo dà una lezione a forza di pugni. Dopo il pestaggio, Saunders finge di essere morto e Harkins viene accusato del suo omicidio. Lo sceriffo riuscirà a smascherare il farabutto e la storia avrà il suo lieto fine.

## Produzione
Il film fu prodotto dalla Ben Wilson Productions.

## Distribuzione
Il copyright del film, richiesto dalla Ben Wilson Productions, fu registrato il 24 marzo 1922 con il numero LP17670.

Distribuito dalla Arrow Film Corporation, il film uscì nelle sale statunitensi il 28 maggio 1922. In Brasile, prese il titolo Cavaleiro Solitário.
La Syndicate Film Exchange ne distribuì il 15 gennaio 1931 una riedizione ridotta in 600 metri (2 rulli).

### Conservazione
Copia completa della pellicola si trova conservata negli archivi della Cinémathèque Royale de Belgique di Bruxelles.